# Jasenovik
Jasenovik (cyr. Јасеновик) – wieś w Serbii, w okręgu niszawskim, w mieście Nisz. W 2011 roku liczyła 396 mieszkańców.